# Helen Nichol
Helen Nichol (Burlington, 18 de febrero de 1981) es una deportista canadiense que compitió en bádminton. Ganó una medalla de oro en los Juegos Panamericanos de 2003, en la prueba de dobles.

## Palmarés internacional
| Juegos Panamericanos | Juegos Panamericanos            | Juegos Panamericanos | Juegos Panamericanos |
| Año                  | Lugar                           | Medalla              | Prueba               |
| -------------------- | ------------------------------- | -------------------- | -------------------- |
| 2003                 | Santo Domingo (Rep. Dominicana) | Medalla de oro       | Dobles               |